# Philippe Bordeyne
 (septembre 2018).
Philippe Bordeyne, né le 21 décembre 1959 à Paris, est un prêtre, universitaire et théologien moraliste français, doyen du Theologicum de 2006 à 2011, recteur de l'Institut catholique de Paris de 2011 à 2021 et président de l'Institut pontifical de théologie Jean-Paul II pour les Sciences du mariage et de la famille depuis 2021.

## Biographie
Fils d'un père employé de banque et d'une mère médecin, il grandit dans la banlieue parisienne. Il découvre la Bible au lycée expérimental de Sèvres où il obtient son baccalauréat. 

### Formation
Après avoir suivi des classes préparatoires à Sainte-Geneviève, il sort diplômé d'HEC en 1981. Sélectionné avec trois autres étudiants pour faire partie d'un programme international de management, il part pendant quelques mois étudier à la London Business School, puis à l'Université de New York.
Pendant deux ans, il part en coopération comme enseignant au Cameroun.
Il entreprend ensuite des études en théologie et est ordonné prêtre en 1988. En 1989, il obtient sa maîtrise et devient attaché d'enseignement à l'Institut catholique de Paris (ICP). En 1992, il devient assistant, puis en 1996 il passe maître-assistant. En 1995, il part étudier un an à l'université de Tuebingen pour préparer sa thèse.
En 2001, il obtient son doctorat, préparé sous la direction de Joseph Doré et de Michel Meslin, conjointement délivré par l'ICP pour la théologie et l'Université Paris-Sorbonne pour l'histoire des religions et l'anthropologie religieuse.

### Théologien
De 1989 à 2000, il exerce la charge d'aumônier dans les lycées et collèges de Lakanal et Marie-Curie de Sceaux, puis à l'ENS de Fontenay-Saint-Cloud et enfin au lycée et collège public de Saint-Cloud. De 2001 à 2011, il est également aumônier de la préparation au mariage au sein du diocèse de Nanterre.
En 2006, il est élu doyen du Theologicum, siège qu'il occupe jusqu'en 2011 quand il est nommé recteur de l'Institut catholique de Paris. La même année, le pape Benoit XVI le nomme Chapelain de Sa Sainteté.
En 2015, le pape François le nomme expert pour le Synode des évêques sur la mission de la famille dans l'Église et dans le monde,, et en 2018, il le nomme expert pour le Synode des évêques sur les jeunes, la foi et le discernement vocationnel.
En 2016, le cardinal André Vingt-Trois le nomme chanoine honoraire de la basilique métropolitaine Notre-Dame de Paris.
En tant que théologien, il est un spécialiste de la théologie morale, de l'œcuménisme et de l'herméneutique théologique du Concile Vatican II. Il est aussi le fondateur de la collection « théologie à l'université » (DDB-ICP)[Quand ?][réf. nécessaire].
Il est nommé président de l'Institut pontifical de théologie Jean-Paul II pour les Sciences du mariage et de la famille, et succède dans cette fonction à Pierangelo Sequeri le 1er septembre 2021. Il est parallèlement administrateur des Pieux Établissements de la France à Rome et Lorette entre 2021 et 2023.

## Autres fonctions
- 2006-2009 : président de la Conférence des doyens des facultés canoniques de France
- 2008-2011 : président de la Conférence internationale des institutions catholiques de théologie
- 2009-2012 : membre du conseil d'administration de la Fédération internationale des universités catholiques
- 2013-2016 : président de l'Union des établissements d'enseignement supérieur catholique
- Co-titulaire du Bulletin de théologie morale des Recherches de science religieuse
- 2019-2022 : président de l'UDESCA (Union des Établissements d'Enseignement Supérieur Catholique)

## Distinction
- 1er janvier 2015 : Chevalier de la Légion d'honneur[9]

### Monographies
- Familles en quête de Dieu, Éditions du Cerf, 2023, 167 pages.
- Portare la legge a compimento. Amoris Laetitia sulle situazioni matrimoniali fragili, coll. « Eis to bathos » 1, Roma, Libreria Editrice Vaticana, 2018.
- Divorcés remariés : ce qui change avec François, Paris, Salvator, 2017, 142 pages.
- Répondre à l'inquiétude de la famille humaine. L'actualité de « Gaudium et spes », coll. « Théologie », Montrouge, Bayard, 2014, 284 pages.
- Éthique du mariage : la vocation sociale de l'amour, coll. « Théologie à l'Université » 12, Paris, DDB, 2010, 286 pages
- L'homme et son angoisse. La théologie morale de « Gaudium et Spes », coll. « Cogitatio fidei » 240, Paris, Cerf, 2004, 415 pages.
- Croire les yeux ouverts. Quarante étapes pour découvrir la foi, Bayard Éditions/Centurion, Paris, 1997, 192 pages.
- Jeu d'Église. Enjeux et pratique d'une pédagogie, Paris, Bayard-Centurion, 1993, 119 pages.

### Directeur d'ouvrages
- Bordeyne Philippe, Pinçon Bertrand (éds.), Synode sur la vocation et la mission de la famille dans l'Église et le monde contemporain. 26 théologiens répondent, Montrouge, Bayard, 2015, 324 pages
- Bordeyne Philippe, Léna Pierre, Oborne Michael (éds.), Éthique et changement climatique, Paris, Le Pommier, 2009.
- Bordeyne Philippe (éd.), Théologiens : Pourquoi ? Pour qui ?, Paris, Bayard, 2009, 190 pages.
- Bordeyne Philippe, Morrill Bruce T. (éds.), Sacraments, Revelation of the Humanity of God : Engaging the Fundamental Theology of Louis-Marie Chauvet, New York/Collegeville, MN, Pueblo/The Liturgical Press, 2008.
- Bordeyne Philippe, Thomasset Alain (éds.), Les communautés chrétiennes et la formation morale des sujets, coll. « Revue d'éthique et de théologie morale » 251, Paris, Cerf, 2008.
- Bordeyne Philippe, Morrill Bruce T. (éds.), Les sacrements, révélation de l'humanité de Dieu, coll. « Cogitatio fidei » 263, Paris, Cerf, 2008.
- Bordeyne Philippe, Boissieu Béatrice De, Maggiani Silvano (éds.), Marie, l'Église et la théologie : traité de mariologie, Paris, DDB, 2007.
- Bordeyne Philippe, Laurent Villemin (éds.), Vatican II et la théologie : perspectives pour le XXIe siècle, coll. « Cogitatio fidei » 254, Paris, Cerf, 2006.
- Bordeyne Philippe (éd.), Bible et morale, coll. « Lectio divina », Paris, Cerf, 2003.